# Ron Turcotte
Pour les articles homonymes, voir Turcotte.
Ronald « Ron » Turcotte, C.M., est un jockey canadien, né à Drummond, au Nouveau-Brunswick le 22 juillet 1941. 
Il est surtout connu comme le jockey du cheval Secretariat, vainqueur de la prestigieuse Triple Couronne américaine en 1973, et aussi pour les deux courses remportées l’année précédente, en 1972, sur le cheval Riva Ridge. La Triple Couronne compte les courses du Kentucky Derby, du Preakness Stakes à Baltimore et du Belmont Stakes à New York. Il est l'un des meilleurs de sa discipline en Amérique du Nord en remportant 3033 courses en 16 ans de carrière. Il est fait membre de l'ordre du Canada en 1974.

## Biographie
Turcotte, jeune bûcheron, commence sa carrière pour Windfields Farm de E. P. Taylor à Toronto, mais il devient jockey rapidement et gagne des courses dès 1960. Il course aussi pour Jean-Louis Lévesque, le financier propriétaire de l'hippodrome Blue Bonnets à Montréal, entre autres sur « Fanfreluche ». Turcotte course aussi sur le champion canadien Northern Dancer. Meilleur jockey canadien deux années de suite, il déménage aux États-Unis, d'abord dans le Maryland, et ensuite à New York. 
Le jockey est victorieux au Preakness Stakes de Baltimore en 1965 sur Tom Rolfe. Turcotte travaille ensuite avec l’entraineur québécois originaire de Joliette, Lucien Laurin, à Laurel au Maryland. En 1972, Turcotte monte Riva Ridge, appartenant à la propriétaire Penny Chenery, qui le menait à la victoire dans le Kentucky Derby et les Belmont Stakes. Il ne lui manquait qu’une seule course à gagner pour remporter la Triple couronne américaine.
Turcotte est devenu internationalement célèbre en 1973, en chevauchant le pur-sang Secretariat, et en remportant la première Triple Couronne depuis 25 ans. Il est aussi devenu le premier jockey à remporter deux Derbys de Kentucky de suite, depuis James Winkfield en 1902, et il est le seul jockey à avoir remporté cinq des six manches Triple Couronne consécutives.
En 16 ans de carrière, Turcotte obtient 3033 victoires. Sa carrière s'achève en 1978, après une chute de cheval survenue au début d'une course au Parc Belmont, à New York, qui l'a laissé paraplégique. Il revient vivre au Canada avec son épouse et ses quatre filles.
Turcotte a été intronisé à sept Temples de la renommée sportive au Canada et aux États-Unis. Il a reçu le prestigieux prix George Woolf Memorial Jockey Award qui honore le meilleur jockey. Il devient le premier jockey à recevoir le prix commémoratif Avelino Gomez. Il est aussi le seul jockey au pays à être nommé membre de l'Ordre du Canada. 
Dans le film « Secretariat » de Disney en 2010, le rôle de Ron Turcotte est joué par le jockey Otto Thorwarth.
Turcotte vit dans sa maison près de Grand-Sault au Nouveau-Brunswick, Canada, avec son épouse Gaëtane. Il fait du bénévolat pour le Permanently Disabled Jockeys Fund (PDJF), pour sensibiliser et venir en aide aux jeunes jockeys handicapés,.
Un film long métrage documentaire sur sa vie et sa carrière « Ron Turcotte, jockey légendaire » a été réalisé par le cinéaste primé Phil Comeau pour l’Office national du film du Canada, et a eu sa première mondiale à Louisville dans le Kentucky, en mai 2013. 
Source film: http://www.onf.ca/film/ron_turcotte_jockey_legendaire